# Johnny Rzeznik
John Joseph Theodore Rzeznik, också känd som Johnny Rzeznik, född den 5 december 1965 i Buffalo i delstaten New York, är en amerikansk låtskrivare, gitarrist och sångare, känd från rockbandet Goo Goo Dolls. Namnet är ursprungligen polskt och betyder slaktare och skulle på polska uttalas "zjeznik" men uttalas på engelska "reznik".

## Biografi

### Barndom och tonår
Rzeznik växte upp i Buffalo i delstaten New York i ett område där det bodde många polska arbetarklassfamiljer. Hans föräldrar, Edith och Joseph, var båda immigranter från Polen. Rzeznik är yngst i en syskonskara på fem barn. Hans fyra systrar heter Phyllis, Fran, Glad och Kate.
Rzeznik gick i en katolsk skola där hans mamma undervisade. Pappan arbetade som brevbärare. Han och hans mamma blev misshandlade av pappan fram till dennes död 1980. Pappan dog av diabetes till följd av alkoholism då Rzeznik var 14 år.
Musikintresset startade med att han började spela dragspel vid tidig ålder. Han fick sin första gitarr av sin mamma när han var tolv år. Han fick också pengar till gitarrlektioner, men Rzeznik köpte öl för de pengarna i stället. Han och hans kompisar drack och spelade för varandra. Vid 16 års ålder hade Rzeznik börjat spela i ett punkband och var i stort sett aldrig hemma. Rzezniks mamma var under den här tiden väldigt deprimerad och ensam. När Rzeznik låg och sov på soffan en dag efter skolan ("dit han sällan gick") vaknade han av konstiga ljud. Hans mamma låg på vardagsrumsgolvet och dog av en hjärtattack framför ögonen på honom.
När Rzeznik fyllt 17 flyttade han till en egen lägenhet. Under flera år sov han alltid med TV:n på, eftersom han var rädd för att vara ensam. Han jobbade med att diska på en restaurang. I princip alla pengar han tjänade gick till alkohol, vilket gjorde hans depression ännu värre.
Den 24 juni 1983 gick Rzeznik ut high school och jobbade som rörmokare en dag, men började i stället på Buffalo State College 1985. Han ville utbilda sig till socialarbetare, vilket han skrattar en del åt i efterhand.

### Goo Goo Dolls bildas
1986 mötte Rzeznik en 21-årig basist vid namn Robby Takac. Enligt Rzeznik var Takac den första som såg hans musikaliska talang. I juni 1986 beslöt de sig för att starta ett band ihop. De kallade sig "Sex Maggots". Rzezniks nutida kommentar till detta: "I don't wanna talk about that... It was a stupid name, you know." ("Jag vill inte prata om det... Det var ett dumt namn, förstår du.") Någon vecka senare skulle de få en spelning på villkoret att de bytte namn. Det gjorde de också. De kallade sig nu The Goo Goo Dolls. De fick snart öppna i princip alla punkspelningar i Buffalo. Deras första trummis hette George Tutuska, men han byttes ganska snart ut mot deras nuvarande trummis, Mike Malinin. Från början var det Takac som sjöng lead, men nu för tiden är det Rzeznik som sjunger de flesta låtarna. Takac sjunger det han skriver och Rzeznik sjunger det han skriver.
I augusti 1986 delade de ut sin demo till olika skivbolag i New York. De som lyssnat på demon ringde antingen aldrig tillbaka, eller ringde och tyckte att de var värdelösa och borde ta instrumentlektioner. Detta inspirerade bara Rzeznik. "Man, this guy hates us so much. Somebody's gonna like us that much." ("Den här killen hatar oss så mycket. Någon kommer att tycka om oss så mycket."). De fortsatte att spela och dela ut sin demo. När de delat ut sina demokassetter i ungefär fyra månader lönade det sig till slut. De blev signade av ett litet skivbolag som hette Mercenary Records.
1988 blev de skickade på sin första turné, men fick bara fem dollar/dag. Rzeznik fick därför jobba kvar på en snabbmatsservering för att tjäna extra pengar.
De kommande sex åren släpper Goo Goo Dolls fyra album – Goo Goo Dolls, Jed, Hold Me Up och Superstar Car Wash. Deras låtar spelades dock bara på studentradiostationer.

### Genombrott
1993 blev de signade av Warner Bros. och i mars 1995 släppte de albumet A Boy Named Goo. Låten "Name" från albumet blev en succé, sålde dubbelplatina och blev deras första stora genombrott. Men de fick också mycket dålig kritik från media, vilket ledde till att Rzeznik tvivlade på sig själv som låtskrivare och musiker, blev deprimerad och slutade skriva låtar nästan helt och hållet. Takac försökte motivera honom att fortsätta, men det var lönlöst under en tid framöver. Rzeznik sökte hjälp senare, men hade fortfarande svårt att skriva.
I januari 1998 ringde Rzezniks manager till honom. Han fick ett erbjudande om att skriva en låt till filmen Änglarnas stad (City of Angles). Låten "Iris" (som också finns med på deras sjätte album Dizzy Up the Girl) blev deras största hit någonsin, sålde multiplatina och Rzeznik fick tillbaka självförtroendet. Han beskriver "Iris" som "The song sent to help me out" ("Sången som sändes till mig för att hjälpa mig"). Efter detta fick han motivation att skriva fler låtar till deras kommande album och skrev bland annat "Slide", "Black Balloon" och "Broadway".

## Låtskrivare och producent
När Rzeznik skriver låtar jammar han oftast fram dem. Han sitter och spelar och sjunger litet vad han känner för. När detta resulterar i något han gillar fortsätter han tills låten är färdig. Oftast börjar det med musiken, och senare blir texten till utifrån vad han känner och hur det låter.
Rzeznik har bland annat skrivit låtar till Ryan Cabreras debutalbum Take It All Away.
Rzeznik har också ägnat tid åt att producera musik åt olika artister.

## Filmmusik
Rzeznik har bland annat skrivit filmmusik till:
- Transformers ("Before it's Too Late")
- En askungesaga ("Sympathy")
- Skattkammarplaneten ("I'm Still Here" och "Always Know Where You Are")
- Änglarnas stad ("Iris")
- Batman & Robin ("Lazy Eye")

## Diskografi

### Album med Goo Goo Dolls
- 1986 – Goo Goo Dolls
- 1989 – Jed
- 1990 – Hold Me Up
- 1993 – Superstar Car Wash
- 1995 – A Boy Named Goo
- 1998 – Dizzy Up the Girl
- 2002 – Gutterflower
- 2006 – Let Love In
- 2010 – Something for the Rest of Us
- 2013 – Magnetic
- 2016 – Boxes
- 2019 – Miracle Pill
- 2020 – It's Christmas All Over

### Samarbeten/Enskild diskografi
- Limp Bizkit and Johnny Rzeznik – "Wish You Were Here"[10] på America: A Tribute to Heroes (2001)
- "I'm Still Here (Jim's Theme)" i Skattkammarplaneten (2003)[11]
- "Always Know Where You Are"[12] i Skattkammarplaneten (2003)
- "Once in a Lifetime" – Good Morning Miami theme[13]
- "All I Want is You" på American Made World Played (2005)[14]
- Yardbirds featuring Johnny Rzeznik – "For Your Love" på Birdland[15] (2003)